# Alonzo Trevier Jones
Alonzo Trevier Jones (1850-1923) est un pasteur et prédicateur de l'Église adventiste du septième jour, connu pour son impact sur la théologie de l'Église, avec son ami et associé Ellet J. Waggoner (en). Il était un des participants clés dans la session de 1888 de la Conférence générale de Minneapolis considérée comme un événement marquant dans l'histoire de l'Église adventiste du septième jour.

## Biographie

### De la naissance à la foi (1850 à 1875)
Alonzo Trevier Jones est né à Rock Hill, dans l'Ohio, le 26 avril 1850. À l'âge de 20 ans, il est enrôlé dans l'armée et sert ainsi son pays pendant 5 ans. Dans son temps libre, A. T. Jones préférait se réfugier dans les baraquements et étudier la Bible ainsi que des œuvres historiques et des publications adventistes qui étaient tombées entre ses mains. C'est ainsi qu'il a établi une base solide de connaissances pour son travail plus tard comme prédicateur et écrivain. En 1875 il quitte l'armée et se fait baptiser. 
En janvier 1873, son régiment fut transféré vers le nord de la Californie pour renforcer les troupes existantes qui tentaient de déloger les 50 Indiens Modocs de Lava Beds près du Lac Tule et de les renvoyer dans leur réserve. Peu après leur arrivée, les lieutenants Sherwood et Boyle ont approché les Indiens avec un drapeau de trêve, mais ont essuyé des tirs. Le lieutenant Sherwood est tué dans sa fuite. Le groupe de Jones, proche de l'action, a pu aider Boyle à s'en sortir et récupérer le corps de Sherwood. Le régiment de Jones a ensuite reçu sa nouvelle affectation : Fort Walla Walla.

### Du croyant au pasteur (de 1875 à 1886)

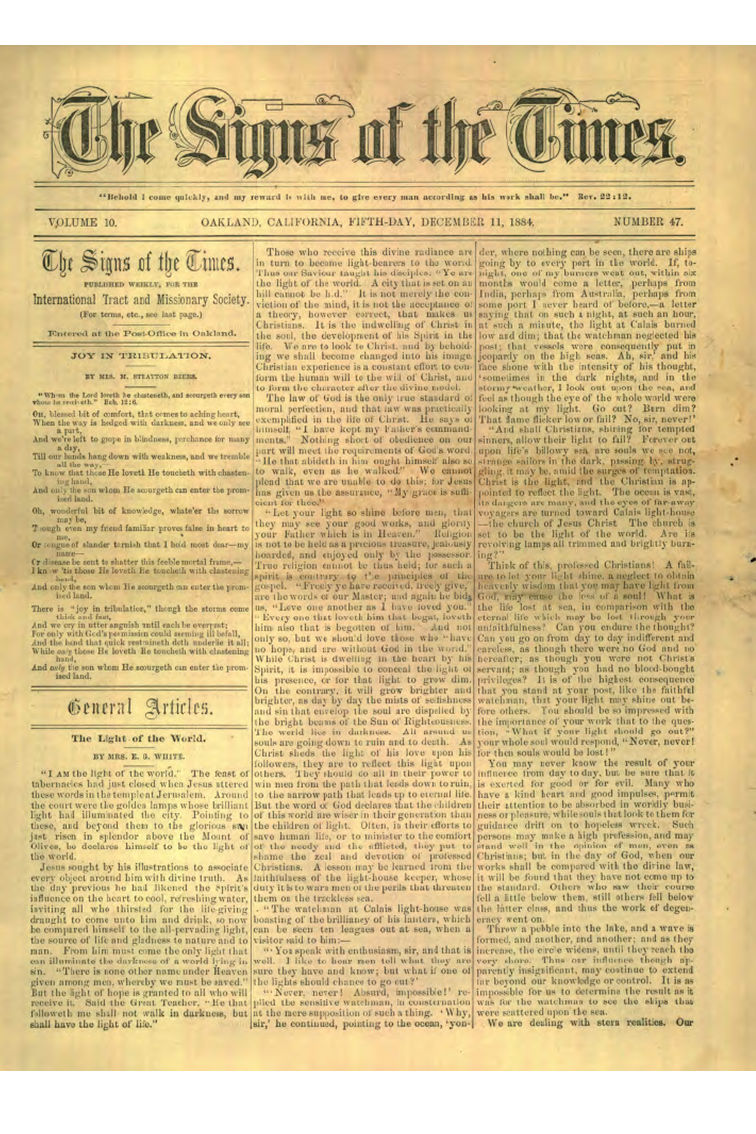
Couverture ST de 1884

En 1874, Isaac Van Horn, le premier pasteur adventiste à travailler dans le nord-ouest, commença à tenir des conférences à Walla Walla. Le résultat fut la création d'une église de plus de 60 membres. L'une des personnes touchées par les messages prêchés par Van Horn était Alonzo T. Jones. Adelia Van Horn, femme du pasteur Van Horn, raconte ainsi sa conversion : 

« (...) le suivant à s'avancer pour le baptême fut un jeune soldat. Pendant des semaines il recherchait le Seigneur ardemment et il reçut ces derniers jours des preuves claires du pardon de ses péchés. Après avoir été enseveli avec Christ, il est ressorti s'exclamant : "Mort au monde, et vivant pour Lui, Ô mon Dieu" »

— Adelia Van Horn
Déchargé de ses fonctions militaires, Alonzo T. Jones part en route vers le ministère. Pour débuter, il assiste le pasteur Van Horn dans ses conférences. En 1877, il rencontre Frances Patten, la belle-sœur du pasteur Van Horn. Ils se marient la même année et auront deux filles : Laneta et Desi. Au début, les deux familles Van Horn et Jones vivent ensemble mais les relations n'étant guère favorables, lors de la création d'une seconde fédération à Columbia en 1880, la famille Jones déménage. Il devient le premier secrétaire de cette toute neuve fédération.
En tant que fervent étudiant de la Bible et passionné d'Histoire et de prophétie, Jones découvre vite un intérêt pour la rédaction. En 1884, il se déplace de nouveau pour aller en Californie et devient assistant rédacteur de la revue Signs of the Times. Quelques mois plus tard, il devient le coéditeur de cette revue avec Elliet J Waggoner. Il sera à ce poste jusqu'en 1889.

### La session de la conférence générale à Minneapolis (1886 à 1892)

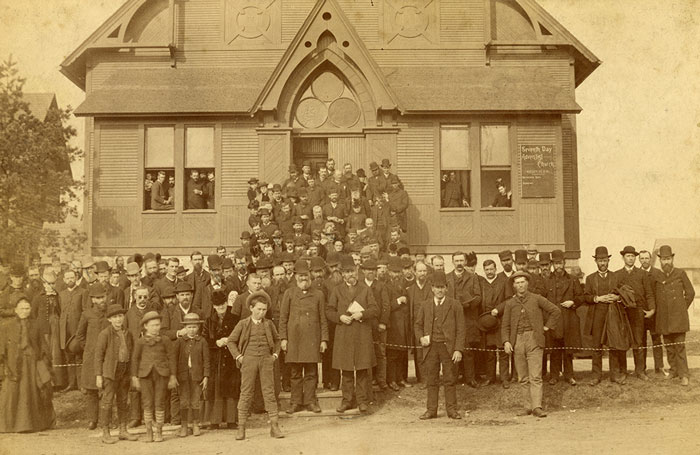
Participants à la conférence Générale de Minneapolis de 1888

La session de la Conférence Générale de Minneapolis en 1888 (en) est considérée comme un des événements les plus marquants dans l'histoire de l'Église adventiste du septième jour. Alonzo T. Jones et son collègue Ellet J. Waggoner ont été les protagonistes principaux de ce qui s'y est déroulé. Ils y présentèrent le message de la "justification par la foi". S'ils furent soutenus par Ellen G. White, il rencontrèrent une forte opposition, notamment de Georges I. Butler, Uriah Smith et le pasteur Van Horn. Au cœur des débats : la «justification par la foi», la nature de la Divinité, la relation entre la loi et la grâce, et la sanctification. 
La polémique commence deux ans plus tôt, lorsqu'Alonzo T. Jones et Ellet J. Waggoner publient dans la revue Sign of the Times des articles qui minimisent la place de la Loi dans le plan du salut. Ces articles sont des commentaires sur l’épître aux Galates. Le chapitre trois et le verset 13 est au cœur de la problématique : 

« Christ nous a rachetés de la malédiction de la loi, étant devenu malédiction pour nous-car il est écrit: Maudit est quiconque est pendu au bois »

— Ga 3.13
La question est de savoir si cette loi dans ce passage se réfère à la loi cérémonielle, les sacrifices et les rituels, ou à la loi dite morale, les dix commandements. Pour le couple Jones/Waggoner, ici le terme grec νόμος fait inévitablement référence aux dix commandements :

« Le résultat du fait que Christ a été fait malédiction pour nous est “la bénédiction d'Abraham eut pour les païens son accomplissement en Jésus-Christ, et que nous reçussions par la foi l'Esprit qui avait été promis“ Et la bénédiction d'Abraham vient sur les païens seulement lorsqu’ils ont été rachetés de l’iniquité »

— la transgression de la loi morale
Cette déclaration déclenche l'indignation entre autres d'Uriah Smith qui dans sa propre revue, Review and Herald, publie des articles pour dénoncer cette position. S'ensuit alors un affrontement d'idées par publications interposées.
Ellen White alors en Europe intervient. Jones et Wagonner se font sermonner pour avoir utilisé la revue Sign of the Times en opposition à sa revue sœur la Review. Butler interprète l'attitude d'Ellen G. White comme un adoubement et publie alors un livre pour renforcer la position théologique qu'il considère comme historique. Ellen G. White reprend Butler à son tour. Ellet J. Waggoner écrira une lettre à Butler dans laquelle il détaille et défend sa position. Cette lettre deviendra un ouvrage de référence sur la question : "The Gospel in the Galatians"
À l'approche de la session de la conférence générale, les esprits restent échauffés autour de la question. Le camp Butler/Smith craint que les jeunes pasteurs ne viennent secouer les fondements de la foi adventiste. Tout est fait en coulisse, d'un côté comme de l'autre, pour que la session de la conférence générale devienne une tribune. 
Il est alors décidé d'organiser un "institut biblique" [Ministerial Bible Institute] deux semaines avant le début de la session de la conférence générale. Ces exposés porteront sur la justification sur la Foi mais aussi sur l'interprétation des dix cornes de Dn 7. Cet institut va créer des tensions entre les camps et Jones et Waggoner vont commencer leurs exposés auprès des délégués dans une ambiance déjà défavorable. Voyant que les membres adventistes n'étaient pas prêts, Ellen White demande solennellement qu'il n'y ait pas de vote sur la question. Voilà pourquoi il est officiellement impossible de parler d'acception ou de rejet du message. Cependant, Ellen White écriera plus tard :

« [Minnéapolis a été] une terrible expérience [...] un des plus tristes chapitres de l'histoire de ceux qui croyaient en la vérité présente »

— Ellen White
Et aussi :

« En suscitant cette opposition, Satan a réussi dans une grande mesure à priver notre peuple de la puissance extraordinaire du Saint Esprit que Dieu désirait ardemment lui communiquer. L’ennemi a empêché d'obtenir cette efficience qui aurait pu caractériser la proclamation de la vérité au monde, ce qui aurait renouvelé l'expérience faite par les apôtres à la pentecôte, [...] et ce sont quelques-uns de nos frères qui ont contribué pour une grande part à priver le monde de cette lumière »

— Ellen White
Cette mésaventure pour Alonzo T. Jones et Ellet J. Waggoner ne les empêchera pas de prêcher le message. On trouvera par exemple Alonzo T. Jones à la conférence Générale de 1892 tenir les propos suivants : 

« Donc, la dernière pluie - le grand cri - selon les témoignages et les Écritures, c'est "l'enseignement de la justification" et "selon la justification" aussi. Maintenant mes frères, quand est-ce que ce message de la justification de Christ a commencé avec nous en tant que peuple ? [auditoire : il y 3 ou 4 ans] Combien ? Trois ? Ou quatre ? [auditoire : quatre] Oui, quatre. Où était-ce ? [auditoire : Minneapolis] Qu'ont donc rejeté les frères à Minneapolis ? [auditoire : Le grand cri] Qu'est-ce que le message de la justification ? Le témoignage nous a dit ce que c'était : le grand cri - la dernière pluie. Alors qu'est-ce que les frères, dans cette affreuse position où ils se trouvaient, ont rejeté à Minneapolis? Ils ont rejeté la dernière pluie - le grand cri du message du troisième ange »

— Alonzo T. Jones.

### Après Minneapolis (1892 à 1903)
- En 1897, Alonzo T. Jones est devenu membre du comité de la Conférence Générale[10] jusqu'en 1899 où il renonce à ce poste pour des raisons de cohérence. En 1901 il accepte de nouveau ce poste[10].
- De 1897 à 1901 il a tenu le poste d'éditeur en chef de la Review and Herald avec Uriah Smith comme éditeur associé[10],[1].
- De 1901 à 1903 il sera président de la fédération de Californie. Durant cette période, il accepte l'invitation du Dr J. H. Kellogg de faire partie du personnel du sanatorium de Battle Creek. Il partage les idées "séparationnistes" de Kellog sur le rapport entre l'administration de l'Église et la gestion du sanatorium[10].
- En 1903, il refuse le poste de secrétaire du département de la Liberté Religieuse à la conférence générale[1].

### Les dernières années (1903 à 1923)
En 1904, malgré la protestation d'Ellen G. White, Jones accepte une invitation du Dr John H. Kellogg pour venir enseigner à Battle Creek College dans le Michigan. Le conflit entre Jones et les administrateurs de l'Église étaient déjà latent depuis la session de la conférence général de 1888. Mais ce dernier événement va accélérer la sortie de l'Église de Jones. 
A. T. Jones était très critique vis-à-vis du contrôle centralisé trop présent de l'administration adventiste et a ouvertement remis en cause la structure même. Membre du comité de la conférence générale depuis 1897, il se retira de ce poste jugeant la direction de l'administration contraire à ses convictions. A. T. Jones avait grandement participé à une restructuration de cette administration lors de la session de la Conférence générale en 1901. Pour décentraliser le pouvoir, un comité de 25 personnes avait été mis en place pour diriger les affaires courantes de l'Église. 
Dans le no 31 extra de mai 1901 de la série Words of Truth, A. T. Jones déclare :

« Aucun président de la Conférence générale n'a été choisi [en 1901] ; ni a été prévu. La présidence de la Conférence générale a été éliminée pour échapper à un pouvoir centralisé, le pouvoir d'un seul homme, une royauté, une monarchie. La Constitution a été élaborée et adoptée à cette fin en conformité avec toute la pensée de dans la Conférence depuis le début (...) »

— Alonzo T. Jones
Mais en 1903, le "président" Daniells et ses associés se sont efforcés de faire apparaître un amendement à la nouvelle constitution de 1901 pour permettre un retour à la présidence. Ce dernier événement à définitivement enragé Jones. Il rédige alors un pamphlet qui le coupera de la direction de l'Église. Dans ce pamphlet, il déclare :

« Le tsar veut «leur accorder une Constitution» et les faire approuver de nouveau son autocratie et sa bureaucratie par «l'adoption de la Constitution» qu'il «garantit» (...) et un tzar fut intronisé (... et a) soigneusement construit un gouvernement bureaucratique, par lequel il touche, se mêle, et manipule, les affaires de tous, non seulement de l'union et des conférences locales, mais des Églises locales, et même des personnes »

— Alonzo T. Jones.
Lors de la session de la conférence générale de 1909, les administrateurs dont Daniells, ont tenté de faire revenir Jones dans le comité. Trois après-midis successifs ont été dépensés pour atteindre ce but en vain. Lors de la dernière rencontre, le président A. G. Daniells aurait tendu sa main vers Jones et lui disant : "Venez, frère Jones, Venez". Jones se serait levé et aurait tendu sa main pour soudainement la ramener vers lui et déclarer : "Non, jamais" [No, never]
Jones continuera quand même, après avoir perdu sa qualité de membre de l'Église, à écrire et travailler pour la cause de la liberté religieuse. Pour des raisons de santé, il retourne à Battle Creek en 1923 où il meurt le 28 juin. À l'inverse d'autres dignitaires adventistes comme Canright, A. T. Jones n'a jamais rejeté et renoncé aux doctrines distinctives adventistes.

### Ouvrages
- The Captivity Of The Republic, International Religious Liberty Association, 1893
- Christian Patriotism Or Religion And The State, Oakland : Pacific Press Publishing Co., 1900
- Civil Government And Religion], International Religious Libery Association, Battle Creek (MI), 1894
- The Consecrated Way To Christian Perfection, Pacific Press, [1905]
- “Due Process Of Law” And The Divine Right Of Dissent, National Religious Liberty Association, 1892

### Brochures
- Appeal from the u. S. Supreme court decision making this “a christian nation”, INTERNATIONAL RELIGIOUS LIBERTY ASSOCIATION, 1893
- Are there any protestants?
- Arguments On The Breckinridge Sunday Bill, Washington DC, 1890
- Bible Questions And Answers Concerning Man, Oakland (CA) : Pacific Press Publishing Company, 1890
- Christ And The Pharisees
- The Churches And The Public Treasury
- The Columbian Year And The Meaning Of The Four Centuries, 1892
- The Coming Of Our Lord

## Lectures supplémentaires
- R.W. Schwartz. Light Bearers to the Remnant (Boise, Idaho: Pacific Press, 1979).
- Robert J. Wieland. 1888 Re-Examined (Uniontown, Ohio: Glad Tidings Publishers, 1987).
- George R. Knight. From 1888 to Apostasy (Hagerstown, Maryland: Review and Herald, 1987).
- Arthur W. Spalding, Captains of the Host, Washington, D.C.: Review & Herald Publishing Association
- L. E. Froom, Movement of Destiny, Washington, D.C.: Review & Herald Publishing. Association, 1971
- Ellen G. White 1888 Materials
- George R. Knight, A . T. Jones : point man on adventism's charismatic frontier, Washington, D.C. : Review and Herald, 2011